# 岩手県道45号柏台松尾線
岩手県道45号柏台松尾線（いわてけんどう45ごう かしわだいまつおせん）は、岩手県八幡平市松尾寄木から八幡平市松尾に至る県道（主要地方道）である。

## 概要
東北自動車道 松尾八幡平ICへのアクセス道路として利用され、八幡平温泉郷から東北自動車道までは幹線国道並に整備されている。
国道282号へは東北自動車道を過ぎたあと左折し、その後急勾配・急カーブが連続。国道282号への合流直前にJR花輪線と交差する薬師踏切がある。

### 路線データ
- 実延長：9,810.2 m
- 起点：八幡平市柏台一丁目（さくら公園前、県道23号交点）
- 終点：八幡平市松尾第3地割（JR花輪線 松尾八幡平駅前、国道282号交点）

## 歴史
- 1977年（昭和52年）3月1日：県道に認定される。
- 1993年（平成5年）5月11日：建設省から主要地方道柏台松尾線の指定を受ける[1]。
- 2007年（平成19年）4月1日：八幡平市に維持管理の権限が委譲された。

## 地理

### 通過する自治体
- 八幡平市

### 交差する道路
- 岩手県道23号大更八幡平線（八幡平市柏台一丁目）
- 松尾八幡平IC - 東北自動車道（八幡平市野駄第3地割）
- 国道282号（谷地中交差点、八幡平市松尾第3地割）